# Bacea, Hunedoara
Bacea este un sat în comuna Ilia din județul Hunedoara, Transilvania, România.

## Lăcașuri de cult

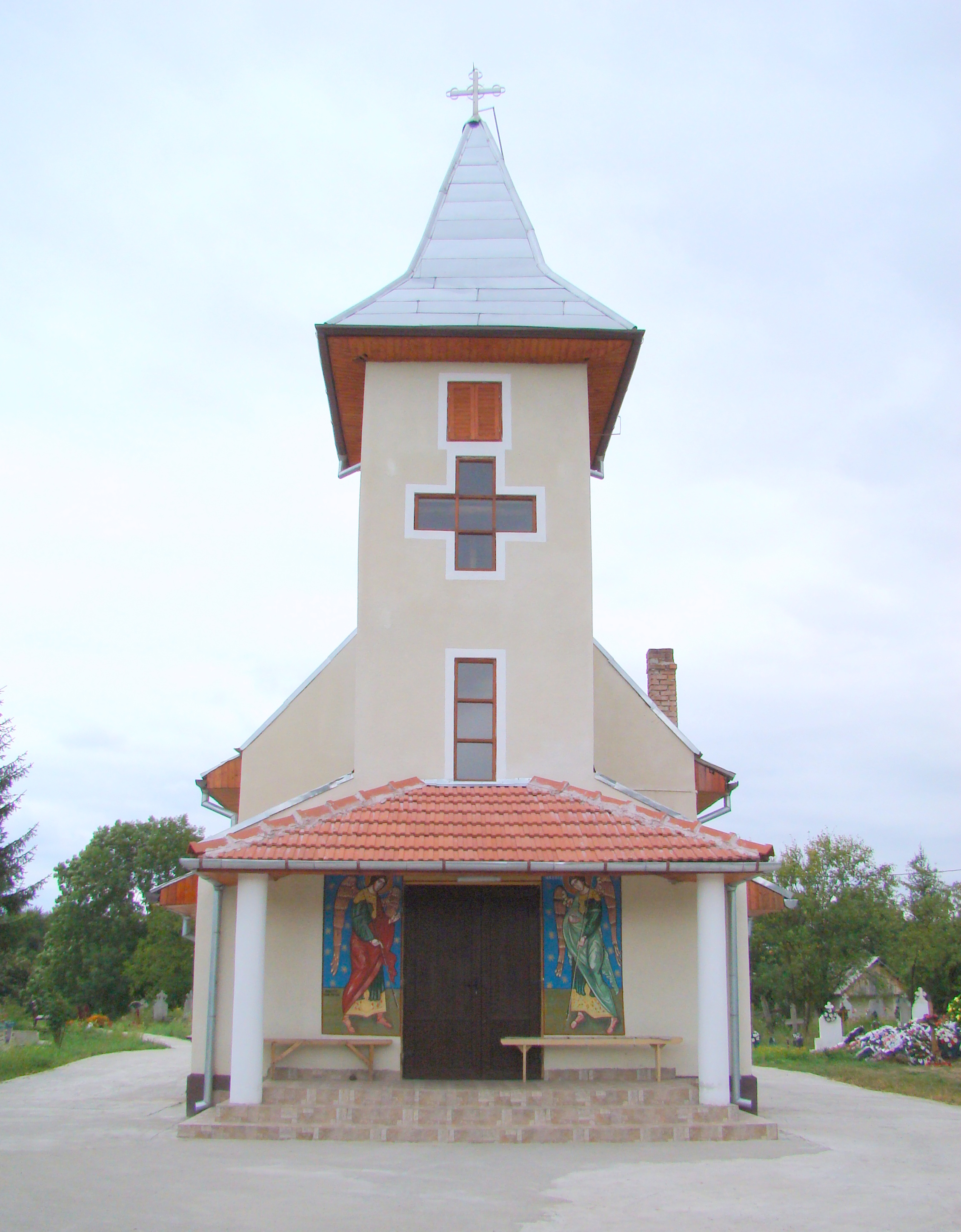
Biserica „Sfinții Arhangheli Mihail și Gavriil” din Bacea

Biserica „Sfinții Arhangheli Mihail și Gavriil” din Bacea a fost construită în cursul unui singur an, 2007, prin purtarea de grijă a preotului Alexandru Faur; decorul iconografic a fost realizat, în același an, de pictorul Dan Cârjoi din Deva. Târnosirea s-a făcut în 2008. Este un edificiu de mici dimensiuni, cu absida decroșată, poligonală, cu trei laturi. Turnul-clopotniță, cu un coif evazat, învelit în tablă, are adosată, pe latura sa sudică, o încăpere anexă. La acoperiș s-a folosit țigla. Intrarea apuseană este protejată printr-un pridvor de zid spațios, susținut de două coloane. Înaintașa sa este o bisericuță de lemn din secolul al XVII-lea.

## Vezi și

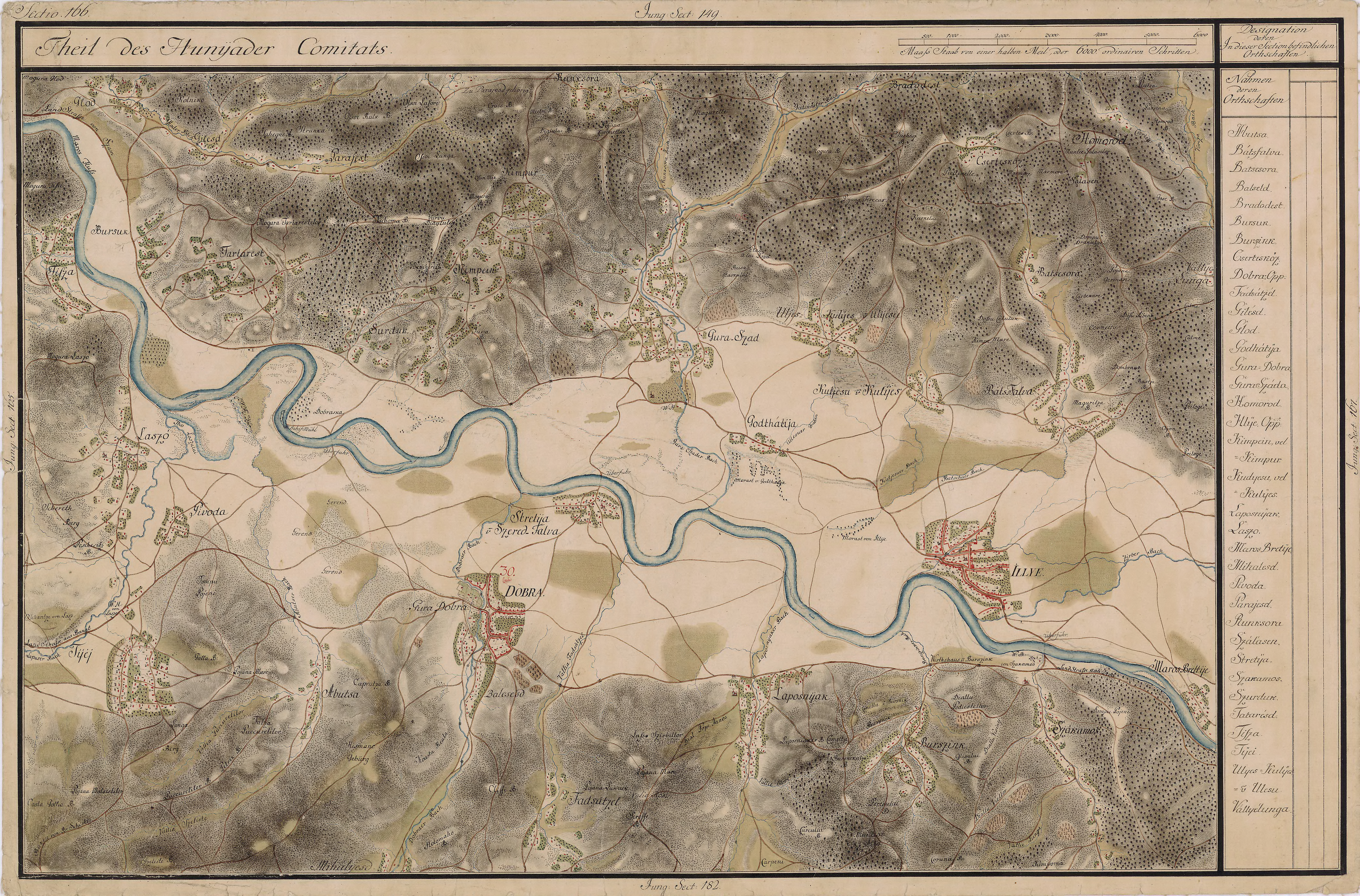
Bacea în Harta Iosefină a Transilvaniei, 1769-1773